# Râul Pânzele
Râul Pânzele este un curs de apă, afluent al râului Câinele (Rarița). 